# Куликов Віталій Євгенович
Віталій Євгенович Куликов (нар. 14 жовтня 1978, Ленінград) — російський актор театру та кіно.

## Біографія
Закінчив Академію руського балету ім. А. Я. Ваганової у 1996 році та Санкт-Петербурзьку державну академію театрального мистецтва у 2004 році (курс С. І. Паршина). До 2000 року працював у Санкт-Петербурзькому державному академічному Театрі балету Бориса Ейфмана. З 2004 року — актор МДТ-Театру Європи. З 2006 року — актор Санкт-Петербурзького театру ім. Ленради. Також зайнятий у спектаклях Санкт-Петербурзького державного драматичного театру «Притулок Комедіанта».

## Театральні роботи
Грав у спектаклях: «Кабаре», «Ліжко для трьох», «Варвари», «Добра людина із Сичуані», «Міра за міру», «Трамвай „Бажання“», «Запрошення у замок», «Казимир та Кароліна», «Скляний звіринець», «Піль. Комічна вистава», «Володимирська площа».
У даний час грає у спектаклях: «Заповідник», «Король, дама, валет», «На будь-якого мудрія доволі простості», «Ревізор», «Смерть комівояжера», «Кумедні гроші», «Макбет. Кіно», «Три сестри», «Сон про осінь».
Грає у спектаклі «Витівки Скапена» (Театр «Притулок Комедіанту»).

## Фільмографія
- У нас всі вдома (2002)
- Тамбовська вовчиця (2005)
- Таємна служба Його Величності (2006)
- Синдикат (2006)
- Ментовські війни-3 (2006)
- Вулиці розбитих лихтарів-8 (2007)
- Дорожній патруль-2 (2008)
- Братки гладеньки (2008)
- Таємниці слідства-8 (2009)
- Повернення Синдбаду (2009)
- Дізнавач (2010)
- Зашморг (2010)
- Лікар (2010)
- Підлогове покриття (2010)
- Литейний-7 (2012)
- Ковбої (2013)
- Сльози гніву (2013)
- Посередник (2013)
- Найкращі вороги (2014)
- Тальянка (2014)

## Нагороди
Лауреат вищої театральної премії Санкт-Петербурга «Золотий софіт» у номінації «Найкращий дебют сезону» за виконання ролі Скапена у спектаклі «Витівки Скапена» Театру «Притулок Комедіанту». Також висувався на премію «Золотий софіт» за виконання ролі Хлестакова у спектаклі «Ревізор».